# Partidul Muncii (Republica Moldova)
Partidul Muncii este un partid politic minor de stînga (socialist) din Republica Moldova. Militează pentru o apropiere de Rusia. 
- Rezultatele participării PM la alegerile parlamentare din 6 martie 2005: a întrunit 14,399 (0.92%) de voturi, ceea ce nu i-a permis să depășească pragul electoral de 6%
- La alegerire locale generale din 2007 Partidul Muncii n-a obținut nici-un mandat de consilier.
- La alegerire parlamentare anticipate din 28 noiembrie 2010 Partidul Muncii a întrunit 873 de voturi (0.05%), ceea ce nu i-a permis să depășească pragul electoral de 4%.
- Partidul Muncii a participat la alegerile locale generale din 2011 și a obținut 6 mandate (0.06%) în consilii orășenești și sătești.